# Descartesovo število
V teoriji števil je Descartesovo število liho število, ki bilo popolno število, če bi bil eden izmed njegovih sestavljenih faktorjev praštevilo. Poimenovana so po Renéju Descartesu, ki je opazil, da bi bilo število D = 32⋅72⋅112⋅132⋅22021 = (3⋅1001)2⋅(22⋅1001 − 1) = 198585576189 liho popolno število, če bi bilo 22021 praštevilo, ker bi D zadovoljil funkciji vsota deliteljev,
{\displaystyle {\begin{aligned}\sigma (D)&=(3^{2}+3+1)\cdot (7^{2}+7+1)\cdot (11^{2}+11+1)\cdot (13^{2}+13+1)\cdot (22021+1)=(13)\cdot (3\cdot 19)\cdot (7\cdot 19)\cdot (3\cdot 61)\cdot (22\cdot 1001)\\&=3^{2}\cdot 7\cdot 13\cdot 19^{2}\cdot 61\cdot (22\cdot 7\cdot 11\cdot 13)=2\cdot (3^{2}\cdot 7^{2}\cdot 11^{2}\cdot 13^{2})\cdot (19^{2}\cdot 61)=2\cdot (3^{2}\cdot 7^{2}\cdot 11^{2}\cdot 13^{2})\cdot 22021=2D,\end{aligned}}}
kjer ignoriramo, da je 22021 sestavljeno število (22021 = 192⋅61).
Descartesovo število je definirano kot liho število n = m⋅p kjer sta m in p tuji si števili in 2n = σ(m)⋅(p + 1), od kod je število p vzeto kot število 'prevare'. Podan primer je edino, ki je trenutno znano.
Če je m skoraj popolno liho število, torej da sta σ(m) = 2m − 1 in 2m − 1 vzeta kot števili 'prevare', potem je n = m⋅(2m − 1) Descartesovo število, sicer σ(n) = σ(m⋅(2m − 1)) = σ(m)⋅2m = (2m − 1)⋅2m = 2n. Če bi 2m − 1 bilo praštevilo, potem bi bil n skoraj popolno število.

## Lastnosti
Banks et al. je leta 2008 pokazal, da če je n ne-kubično Descartesovo število, ki ni deljivo s {\displaystyle 3}, potem ima n več kot milijon različnih praštevilskih deliteljev.